# Fiú 4 × 100 méteres gyorsúszás a 2010. évi nyári ifjúsági olimpiai játékokon
A 2010. évi nyári ifjúsági olimpiai játékokon az úszás fiú 4 × 100 méteres gyorsúszás váltó versenyszámát augusztus 17-én rendezték meg a Singapore Sports Schoolban.

## Csapatok
| Csapat                  | Versenyzők                                                              |
| ----------------------- | ----------------------------------------------------------------------- |
| Ausztrália              | Justin James Kenneth To Nicholas Schafer Max Ackermann                  |
| Brazília                | Victor Rodrigues Pedro Costa Pedro de Souza Vinicius Borges             |
| Dél-afrikai Köztársaság | Murray McDougall Dylan Bosch Pierre Keune Chad le Clos                  |
| Egyesült Államok        | Steve Schmuhl Thomas Stephens Austin Ringquist Erich Peske              |
| Franciaország           | Medhy Metella Thomas Rabeisen Ganesh Pedurand Jordan Coelho             |
| Japán                   | Jun Isaji Tatsunari Shoda Takahiro Tsutsumi Yusuke Yamagishi            |
| Kanada                  | Chad Bobrosky Kyle McIntee Thomas Jobin Jeremy Bagshaw                  |
| Kína                    | Sun Bowei Taj Csün (Dai Jun) Wang Ximing He Jianbin                     |
| Németország             | Christian Diener Melvin Herrmann Christian vom Lehn Kevin Leithold      |
| Olaszország             | Simone Geni Flavio Bizzarri Tommaso Romani Alessio Torlai               |
| Oroszország             | Andrey Ushakov Alexey Atsapkin Ilya Lemaev Anton Lobanov                |
| Szingapúr               | Arren Xin Hui Quek Sheng Jun Pang Rainer Kai Wee Ng Yong En Clement Lim |

## Előfutamok

### 1. Futam
| H  | P | Nemzet           | Idő     | Mj  |
| -- | - | ---------------- | ------- | --- |
| 1. | 3 | Kína             | 3:27.11 | Q   |
| 1. | 7 | Egyesült Államok | 3:27.11 | Q   |
| 3. | 2 | Oroszország      | 3:27.21 | Q   |
| 4. | 5 | Szingapúr        | 3:28.66 | Q   |
| 5. | 4 | Kanada           | 3:28.91 | Q   |
|    | 6 | Olaszország      |         | DNS |

### 2. Futam
| H  | P | Nemzet                  | Idő     | Mj |
| -- | - | ----------------------- | ------- | -- |
| 1. | 4 | Ausztrália              | 3:25.91 | Q  |
| 2. | 7 | Dél-afrikai Köztársaság | 3:26.98 | Q  |
| 3. | 5 | Franciaország           | 3:27.19 | Q  |
| 4. | 6 | Németország             | 3:30.35 |    |
| 5. | 2 | Japán                   | 3:32.20 |    |
| 6. | 3 | Brazília                | 3:32.64 |    |

## Döntő
| H     | P | Nemzet                  | Idő     | Mj |
| ----- | - | ----------------------- | ------- | -- |
| Arany | 7 | Oroszország             | 3:23.91 |    |
| Ezüst | 3 | Kína                    | 3:24.46 |    |
| Bronz | 5 | Dél-afrikai Köztársaság | 3:24.66 |    |
| 4.    | 4 | Ausztrália              | 3:25.51 |    |
| 5.    | 6 | Egyesült Államok        | 3:25.56 |    |
| 6.    | 2 | Franciaország           | 3:25.63 |    |
| 7.    | 1 | Szingapúr               | 3:27.46 |    |
| 8.    | 8 | Kanada                  | 3:28.68 |    |

## Fordítás
Ez a szócikk részben vagy egészben  a   Natação nos Jogos Olímpicos de Verão da Juventude de 2010 - 4x100 m livre masculino című portugál Wikipédia-szócikk fordításán alapul.  Az eredeti cikk szerkesztőit annak laptörténete sorolja fel. Ez a jelzés csupán a megfogalmazás eredetét és a szerzői jogokat jelzi, nem szolgál a cikkben szereplő információk forrásmegjelöléseként.